# Couepia robusta
Couepia robusta är en tvåhjärtbladig växtart som beskrevs av Huber. Couepia robusta ingår i släktet Couepia och familjen Chrysobalanaceae. Inga underarter finns listade i Catalogue of Life.